# Andrena angelesia
Andrena angelesia är en biart som beskrevs av Timberlake 1951. Andrena angelesia ingår i släktet sandbin, och familjen grävbin. Inga underarter finns listade i Catalogue of Life.